# Ebbe Cederquist
Ebbe Sigvard Cederquist, född den 24 mars 1915 i Lund, död där den 16 januari 2006, var en svensk läkare.
Cederquist avlade studentexamen i Lund 1935, medicine kandidatexamen 1939 och medicine licentiatexamen 1945. Han innehade olika amanuens- och assistentläkarförordnanden i Lund 1941–1946, var underläkare vid kirurgiska avdelningen på Halmstads lasarett 1946–1953, vikarierande underläkare vid radiologiska och dermatovenereologiska kliniken på Lunds lasarett 1953–1955 och underläkare vid radiologiska kliniken där 1955–1958. Cederquist blev biträdande överläkare där 1958 och överläkare vid onkologiska kliniken 1973. Han promoverades till medicine doktor 1964 och blev docent i radioterapi vid Lunds universitet samma år. Cederquist vilar på Norra kyrkogården i Lund.